# Simone Demé
Simone Demé (* 1982) ist ein ehemaliger italienischer Naturbahnrodler. Er startete im Doppelsitzer und nahm von 2002 bis 2004 an Weltcuprennen sowie Welt- und Europameisterschaften teil. Bei der Junioreneuropameisterschaft 2001 gewann er mit Michael Squinabol die Bronzemedaille.

## Karriere
Nach ersten Starts im Interkontinentalcup nahmen Simone Demé und sein Doppelpartner Michael Squinabol an der Junioreneuropameisterschaft 2001 in Tiers teil und gewannen hinter den Österreichern Wolfgang Schopf/Andreas Schopf und den Italienern Günther Innerbichler/Alex Innerbichler die Bronzemedaille. Im nächsten Jahr verfehlten sie bei der Juniorenweltmeisterschaft 2002 in Gsies als Vierte eine weitere Medaille nur um sechs Hundertstelsekunden.
Ab der Saison 2002/2003 starteten Simone Demé und Michael Squinabol im Weltcup. Insgesamt nahmen sie in diesem Winter an vier der sechs Weltcuprennen teil und erzielten als bestes Saisonergebnis den siebenten Platz bei ihrem Weltcupdebüt in Völs am 22. Dezember 2002. Im Gesamtweltcup erreichten sie den neunten Rang. Sie nahmen auch an der Weltmeisterschaft 2003 in Železniki teil, wo sie unter zwölf gewerteten Doppelsitzerpaaren den neunten Platz belegten. In der Saison 2003/2004 starteten Demé/Squinabol nur in den beiden letzten Weltcuprennen in Triesenberg und Aurach, wo sie jeweils Siebte wurden. Zuvor hatten sie an der Europameisterschaft 2004 in Hüttau teilgenommen und dort den zehnten Platz unter 16 Doppelsitzern belegt. Nachdem Michael Squinabol 2004 seine Karriere beendet hatte, nahm Simone Demé zu Beginn der Saison 2004/2005 noch an einem Weltcuprennen zusammen mit Denis Piccot teil (achter Platz in Longiarü), ehe auch er sich vom internationalen Renngeschehen zurückzog.

## Erfolge
(Doppelsitzer mit Michael Squinabol)

### Weltmeisterschaften
- Železniki 2003: 9. Doppelsitzer

### Europameisterschaften
- Hüttau 2004: 10. Doppelsitzer

### Juniorenweltmeisterschaften
- Gsies 2002: 4. Doppelsitzer

### Junioreneuropameisterschaften
- Tiers 2001: 3. Doppelsitzer

### Weltcup
- 1× unter den besten zehn im Doppelsitzer-Gesamtweltcup
- 7 Top-10-Platzierungen in Doppelsitzer-Weltcuprennen